# Boys for Pele
Boys for Pele is het derde studio-album van de Amerikaanse zangeres Tori Amos, uitgebracht in 1996.
Het album werd eerst uitgegeven op 22 januari in Europa, een dag later in de Verenigde Staten en op 29 januari in Australië.  Alle nummers op het album zijn door Amos geschreven. Op het album wordt veelvuldig gebruikgemaakt van toetsinstrumenten; niet alleen de piano, maar ook klavecimbel, klavechord en harmonium worden gebruikt.
Het album is opgenomen in zowel Ierland als Louisiana. De opnamelocatie in Ierland was een kerk in county Wicklow. Religie is ook een van de thema's die regelmatig terugkomen in de teksten van het album.
Van het album zijn vijf singles afkomstig: "Caught a Lite Sneeze", "Talula", "Professional Widow", "Hey Jupiter" en "In The Springtime of his Voodoo". Met name "Professional Widow" wordt, in geremixte vorm, een hit. Net als bij de voorgaande albums gaan de singles gepaard met B-kanten die geen album-tracks zijn. Naast enkele live-uitvoeringen zijn er in totaal er elf nummers als B-kant te vinden die niet op het album staan.

## Hitlijsten
Het album kwam zowel in de Verenigde Staten als het Verenigd Koninkrijk de albumlijst binnen op de tweede positie. In de VS behaalde het album de platina status.
| Hitlijst            | Hoogste positie |
| ------------------- | --------------- |
| Verenigde Staten    | 2               |
| Verenigd Koninkrijk | 2               |
| Australië           | 6               |
| Oostenrijk          | 9               |
| België              | 8               |
| Nederland           | 6               |
| Finland             | 13              |
| Nieuw-Zeeland       | 15              |
| Noorwegen           | 27              |
| Zweden              | 4               |
| Zwitserland         | 14              |

### Tracklisting
1. "Beauty Queen/Horses" (6:07)
2. "Blood Roses" (3:56)
3. "Father Lucifer" (3:43)
4. "Professional Widow" (4:31)
5. "Mr Zebra" (1:07)
6. "Marianne" (4:07)
7. "Caught a Lite Sneeze" (4:24)
8. "Muhammad My Friend" (3:48)
9. "Hey Jupiter" (5:07)
10. "Way Down" (1:13)
11. "Little Amsterdam" (4:29)
12. "Talula" (4:08)
13. "Not the Red Baron" (3:49)
14. "Agent Orange" (1:26)
15. "Doughnut Song" (4:19)
16. "In the Springtime of His Voodoo" (5:32)
17. "Putting the Damage On" (5:08)
18. "Twinkle" (3:12)